# Ryan Bennett
Ryan Bennett, född 6 mars 1990, är en engelsk fotbollsspelare (mittback) som senast spelade för Swansea City.

## Karriär
Den 31 maj 2017 värvades Bennett av Wolverhampton Wanderers, där han skrev på ett treårskontrakt. Den 31 januari 2020 lånades Bennett ut till Leicester City på ett låneavtal över resten av säsongen 2019/2020.
Den 16 oktober 2020 värvades Bennett av Swansea City, där han skrev på ett treårskontrakt.